# Enrique

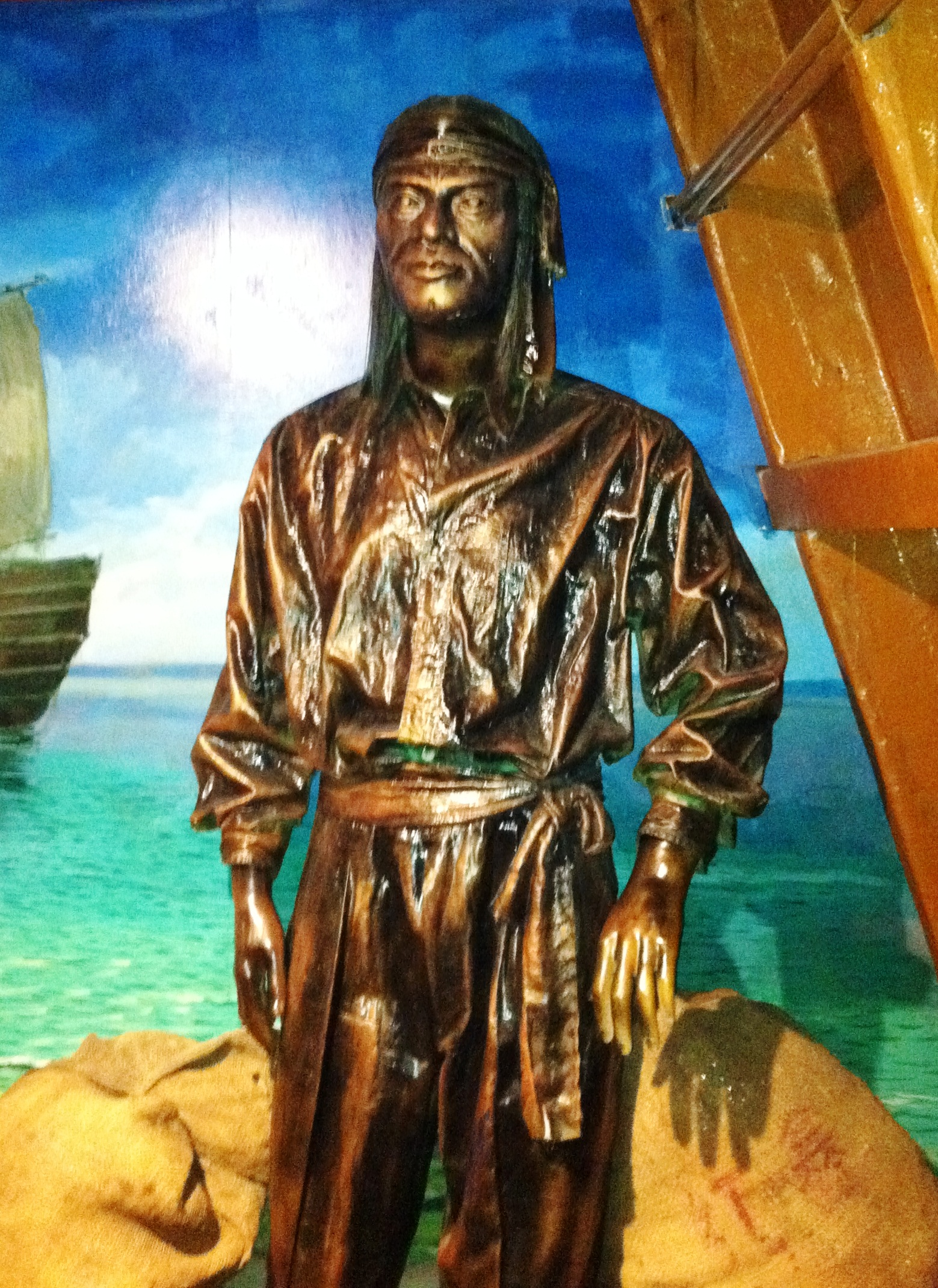
Enrique als Panglima Awang

Enrique of Henrique (ca. 1493 – na 1521) was de totslaafgemaakte dienaar en tolk van de ontdekkingsreiziger Ferdinand Magellaan. Het is niet uitgesloten dat hij als eerste persoon een reis rond de wereld voltooide, maar informatie over de laatste paar duizend kilometer ontbreekt.

## Biografie
Over zijn vroegste levensloop is niet veel bekend. Volgens het testament van Magellaan kwam hij uit Malakka, terwijl verslaggever Antonio Pigafetta als zijn geboorteland Sumatra opgeeft. Enrique werd in 1511 op een slavenmarkt in Malakka verkocht aan Ferdinand Magellaan, terwijl die deelnam aan de Portugese expeditie om de stad in te nemen. Magellaan gaf hem de naam Henrique en nam hem in 1513 mee terug naar de Portugese hoofdstad Lissabon. Nog datzelfde jaar diende hij Magellaan tijdens de slag bij Azemmour. In 1519 vertrok Enrique met de expeditie van Magellaan vanuit Europa op een reis naar het Verre Oosten, via een nieuwe westelijke route. Bij aankomst op de Filipijnen sprak Enrique met de inwoners van de eilanden Homonhon, Limasawa en Cebu. Daaruit hebben sommigen afgeleid dat hij uit deze streek afkomstig was. In werkelijkheid zullen de gesprekken verlopen zijn in het Maleis, de lingua franca van de Indische Archipel.
Niet lang erna werd Magellaan op het eiland Mactan gedood in een gevecht met de lokale leider Lapu-Lapu. Enrique was hierbij aanwezig en raakte zelf ook gewond. Krachtens Magellaans testament, opgemaakt te Sevilla in augustus 1519, was Enrique vrij en zou hij tienduizend maravedí erven. Maar kapitein Duarte Barbosa ontkende dat omdat hij hem verder als tolk wilde gebruiken. Volgens Pigafetta zou hij Enrique hebben gezegd dat hij de slaaf bleef van Magellaans vrouw en volgens Elcano zou hij hem ook voor hond hebben uitgemaakt. In het traditionele relaas is dit de verklaring voor het verraad dat Enrique vervolgens pleegde door radja Humabon aan te zetten tot een hinderlaag. Deze vond plaats toen Humabon op 1 mei 1521 een eetmaal hield voor 26 leden van de expeditie, onder wie Enrique. Pietro Martire d'Anghiera vernam van de terugkeerders een heel andere reden voor de valstrik: het zou wraak zijn geweest voor de verkrachting van inheemse vrouwen door Europeanen. In elk geval moesten de 26 door de expeditie worden achtergelaten, zelfs de overlevende Juan Serrano, die vanop de kust nog had kunnen meedelen dat iedereen dood was behalve de tolk. Ook aan die bewering is er reden om te twijfelen: in januari 1528 vernam Álvaro de Saavedra van Sebastián de Puerta dat hem op Cebu was verteld dat acht leden van de expeditie-Magellaan als slaaf waren verkocht aan Chinezen.
Na de hinderlaag komt Enrique niet meer voor in de geschreven bronnen. Als hij het eetmaal op Cebu heeft overleefd, is het denkbaar dat hij terug is gekeerd naar zijn Maleisische geboorteland en zo misschien de eerste reis rond de wereld heeft volbracht. Zoniet ontbrak het hem – net als Magellaan zelf – aan enkele duizenden kilometer.

## Culturele weerklank
In de Filipijnen en Maleisië is Enrique een nationale held omdat hij de Europese progressie zou hebben willen tegenhouden. Vooral Panglima Awang, de roman van Harun Aminurrashid uit 1957, heeft op dat vlak de trend gezet.
Een ander verhaal luidt dat Enrique een gezin zou hebben gesticht en in Cebu gestorven zijn, niet lang voordat de Filipijnen middels de expeditie van Miguel López de Legazpi definitief een Spaanse kolonie werden.

## Voetnoten
1. ↑  Bertrand 2020, p. 56
2. ↑  Bertrand 2020, p. 70
3. ↑  Bertrand 2020, p. 67
4. ↑  Weergegeven in De Orbe Novo, 1526: zie Bertrand 2020, p. 69, 121
5. ↑  Bertrand 2020, p. 68
6. ↑  Bertrand 2020, p. 70-71